# Jan de Vries (économiste)
Pour les articles homonymes, voir Jan de Vries et de Vries.
Jan de Vries est professeur d'histoire et d'économie à l'université de Californie à Berkeley. Il est né le 14 novembre 1943 à Ouder-Amstel (Pays-Bas), a rapidement déménagé aux États-Unis et obtenu la nationalité américaine.
Son travail pionnier sur le développement économique de l'Europe lui a valu en 2000 le Prix Dr A.H. Heineken pour l'histoire.
L'ouvrage coécrit avec Ad van der Woude, The First Modern Economy. Success, Failure and Perseverance of the Dutch Economy from 1500 to 1815 a reçu le Prix Gyorgy Ranki du meilleur livre d'histoire économique. Il est par ailleurs rédacteur du Journal of Economic History.
Ses sujets de recherche concernent le commerce colonial, la croissance, l'histoire démographique européenne, l'urbanisation, l'histoire climatique et environnementale, l'histoire des marchés du travail, l'économie de l'art.

## Prix et distinctions
- 2000 : Prix Dr A.H. Heineken pour l'histoire
- 1999 : Prix Gyorgy Ranki du meilleur livre d'histoire économique, partagé avec Ad de Woude